# نورهان يلديز
نورهان يلديز (بالإنجليزية: Nurhan Yildis)‏ هي كاتبة ليبية من أصول تركية (من مواليد 10 يونيو 1996 في ليبيا). بدأت مسيرتها الكتابية عام 2009. وهي أيضا تخصصت في مجال الطب 
فازت بلقب أفضل كاتبه مراهقة لعام 2015

## المسيرة الكتابية
نورهان يلديز طالبة قد تخصصت الطب وكاتبة قد أخذت شعبية بدورها في كتابة الروايات، الخواطر
و قد اخذت شعبية تحت اسم الكاتبة الصغيره " ونشرت رواياتها على برنامج الإنستقرام و برنامج و الواتباد 
بدأت بالكتابة منذ أن كانت تبلغ من العمر 11 سنة، وقد حصلت مؤخرا علي شعبية كأفضل كاتبة مراهقة
بفوزها في مسابقة روائية تحت اسم أفضل كاتب مراهق لعام 2015 
أيضا كتبت إحدى الروايات التي عرضت في أكثر من موقع وهي ملائكة الجحيم وروايه في الحب مع الثعلب المؤذي والاخوات الثلاثة ومدرسة المشاغبين وقد كتبت إحدى القصص القصيرة التي قد قرأها الكثير وانشترت علي العديد من مواقع التواصل الاجتماعي وكان اسمها قصر الظلام او الجني العاشق , وبعد مدة ليست بطويلة قد نشرت رواية جديده لها بعنوان 
الحب الضائع بين الاشباه الثلاثة والتي كانت ذات فكره مميزه
كما انها قد كتبت بعض الروايات الأخرى ومنها رواية عاصفة من الحروب النفسية , كبرياء امرآة , اللبوة الحمراء وكتبت بعض الروايات القصيرة ومن بينها قصة امل غير ميؤس منه وأيضا قصة «جورجي» التي لقت رد فعل مثير للاهتمام
حصلت علي العديد من المعجبين في وقت اقل من المتوقع بسبب تميز افكارها.
و من اهدافها وطموحاتها ان تصل إلى لقب الكاتبة العالمية إلى جانب إكمال دراستها في مجال الطب